# Шангао
Шанга́о (кит. упр. 上高, пиньинь Shànggāo) — уезд городского округа Ичунь провинции Цзянси (КНР).

## История
Во времена империи Хань эти места входили в состав уезда Цзяньчэн (建成县). В конце существования империи Хань из уезда Цзяньчэн был выделен уезд Шанцай (上蔡县). После образования империи Цзинь уезд был в 280 году переименован в Ванцай (望蔡县). Во времена империи Суй уезд Ванцай был в 589 году вновь присоединён к уезду Цзяньчэн.
В эпоху Пяти династий и десяти царств, когда эти земли входили в состав государства Южная Тан, в 952 году был создан уезд Шангао.
После образования КНР в 1949 году был образован Специальный район Юаньчжоу (袁州专区), и уезд вошёл в его состав. 8 октября 1952 года Специальный район Юаньчжоу был присоединён к Специальному району Наньчан (南昌专区). 8 декабря 1958 года власти Специального района Наньчан переехали из города Наньчан в уезд Ичунь, и Специальный район Наньчан был переименован в Специальный район Ичунь (宜春专区).
В 1970 году Специальный район Ичунь был переименован в Округ Ичунь (宜春地区).
Постановлением Госсовета КНР от 22 мая 2000 года округ Ичунь был преобразован в городской округ.

## Административное деление
Уезд делится на 1 уличный комитет, 9 посёлков и 5 волостей.